# Dubh Loch (Aberdeenshire)
Dubh Loch ist ein Süßwassersee in Südwesten der schottischen Council Area Aberdeenshire. Er liegt in den Cairngorms nahe der Grenze zur benachbarten Council Area Angus etwa zwölf Kilometer südöstlich von Braemar.
Unweit von Balmoral Castle gelegen, besuchte Königin Viktoria mit ihrem Gemahl Albert von Sachsen-Coburg und Gotha den See. Während eines Ausflugs soll sie dort über den Tod Arthur Wellesley, 1. Duke of Wellington, Oberbefehlshaber der britischen Armee, unterrichtet worden sein.

## Beschreibung
Der See liegt auf einer Höhe von 637 Metern über dem Meeresspiegel. Der Dubh Loch weist eine maximale Länge von 0,96 Kilometern bei einer maximalen Breite von 0,33 Kilometern auf, woraus sich eine Fläche von 20 Hektar und ein Umfang von zwei Kilometern ergeben. Der See besitzt ein Volumen von 1.298.055 Kubikmetern. Sein Einzugsgebiet umfasst 851 Hektar und umfasst im Wesentlichen die Region nordwestlich des Sees zum 1047 Meter hohen Càrn an t-Sagairt Mòr. Dubh Loch besitzt eine durchschnittliche Tiefe von 6,5 Metern. Einziger Zufluss ist der am Nordwestufer einmündende Allt an Dubh-loch, der Oberlauf des Muick. Dieser verlässt den See am Ostufer, um sich östlich in den größeren Loch Muick zu ergießen und schließlich über den Muick und den Dee in die Nordsee zu entwässern.
Mit Ausnahme der Ostseite ist der Dubh Loch von Bergen umgeben (im Uhrzeigersinn im Südosten beginnend): Broad Cairn (998 m), Cairn of Gowal (983 m), Cairn Bannoch (1012 m), Càrn an t-Sagairt Mòr (1047 m), Càrn a’ Choire Bhoidheach (1110 m), Creag a’ Ghlas-uillt (1068 m). Die drei erstgenannten Berge markieren die Grenze zwischen Aberdeenshire und Angus. Die Ufer des Dubh Loch sind unbesiedelt. Zu den nächstgelegenen Ortschaften zählen Braemar, Crathie und Ballater in 12, 13 beziehungsweise 18 Kilometern Entfernung.